# Терзили
Терзили (на турски: Terzili) е село в Източна Тракия, Турция, вилает Лозенград.

## География
Селото се намира на 12 км северно от Бабаески.

## История
В XIX век Терзили е черкезко село в Бабаескийската кааза на Одринския вилает на Османската империя. Според „Етнография на вилаетите Адрианопол, Монастир и Салоника“, издадена в Константинопол в 1878 година и отразяваща статистиката на населението от 1873, Терзели (Terzely) е село с 50 домакинства и 175 жители черкези.